# Gnophos amseli
Gnophos amseli är en fjärilsart som beskrevs av Ebert 1965. Gnophos amseli ingår i släktet Gnophos och familjen mätare. Inga underarter finns listade i Catalogue of Life.